# Église de l'Ascension de Chiaia
L'église de l'Ascension de Chiaia est une église de Naples située dans le quartier de Chiaia, d'où elle tire son nom. 

## Histoire
Elle fut construite au XIVe siècle sous le règne de Robert d'Anjou et confiée à l'Ordre des Célestins. Une plaque commémore le fondateur Niccolò di Alife.
Malgré les indulgences accordées par les papes Clément VI puis Urbain VI, l'église tomba en ruine et le couvent attenant fut peu à peu abandonné par les moines, jusqu'à ce qu'en 1622 sa reconstruction commence grâce à un ex-voto perpétué par le comte de Mola Miguel Vaaz,, avec la réorganisation définitive de Cosimo Fanzago en 1645.

## Description
L'église présente une façade à trois arcs, un intérieur à plan central en croix grecque avec des décorations en marbre polychrome et une abside rectangulaire, surmontée d'une coupole.
La notoriété de l'église est liée à deux œuvres prestigieuses de Luca Giordano, datant de 1657 alors que l'artiste avait 23 ans : Saint Michel battant les anges rebelles (considéré comme l'une des plus grandes réalisations sur toile de sa carrière), sur le maître-autel, et la Sainte Anne et la Vierge enfant, sur l'autel latéral de droite. 
Dans la sacristie, quatre toiles de Giovanni Battista Lama représentent les Histoires de San Pietro Celestino. Une plaque en latin commémore le mécène Miguel Vaaz qui a promu la rénovation de l'église, après avoir été hôte du couvent des Célestins pendant plus de deux ans pour éviter d'être capturé par le vice-roi, le duc d'Osuna.
Sur le côté gauche de l'église se trouve l'ancien couvent des frères Célestins, qui sera ensuite transformé par les Bourbons à des fins militaires.

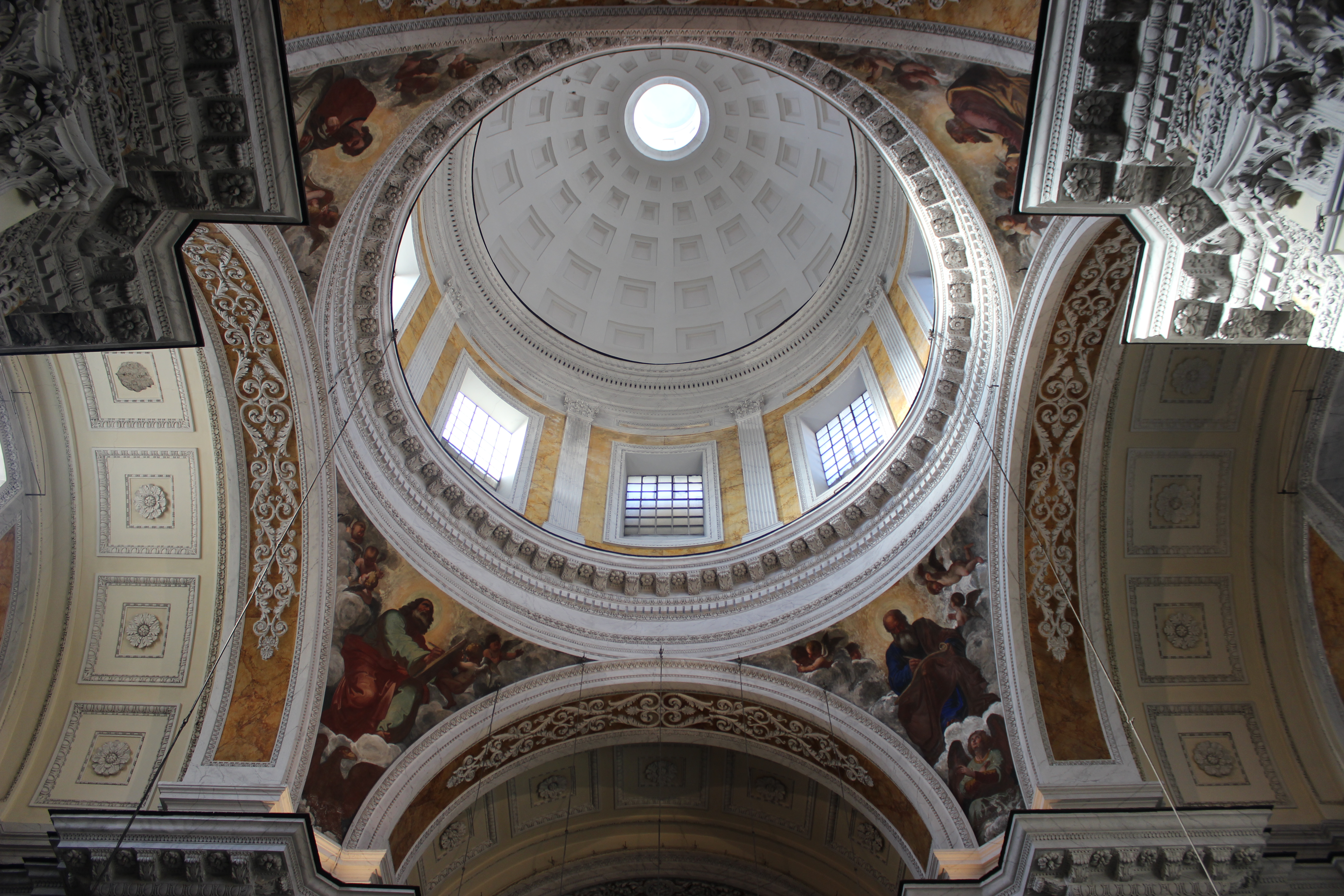
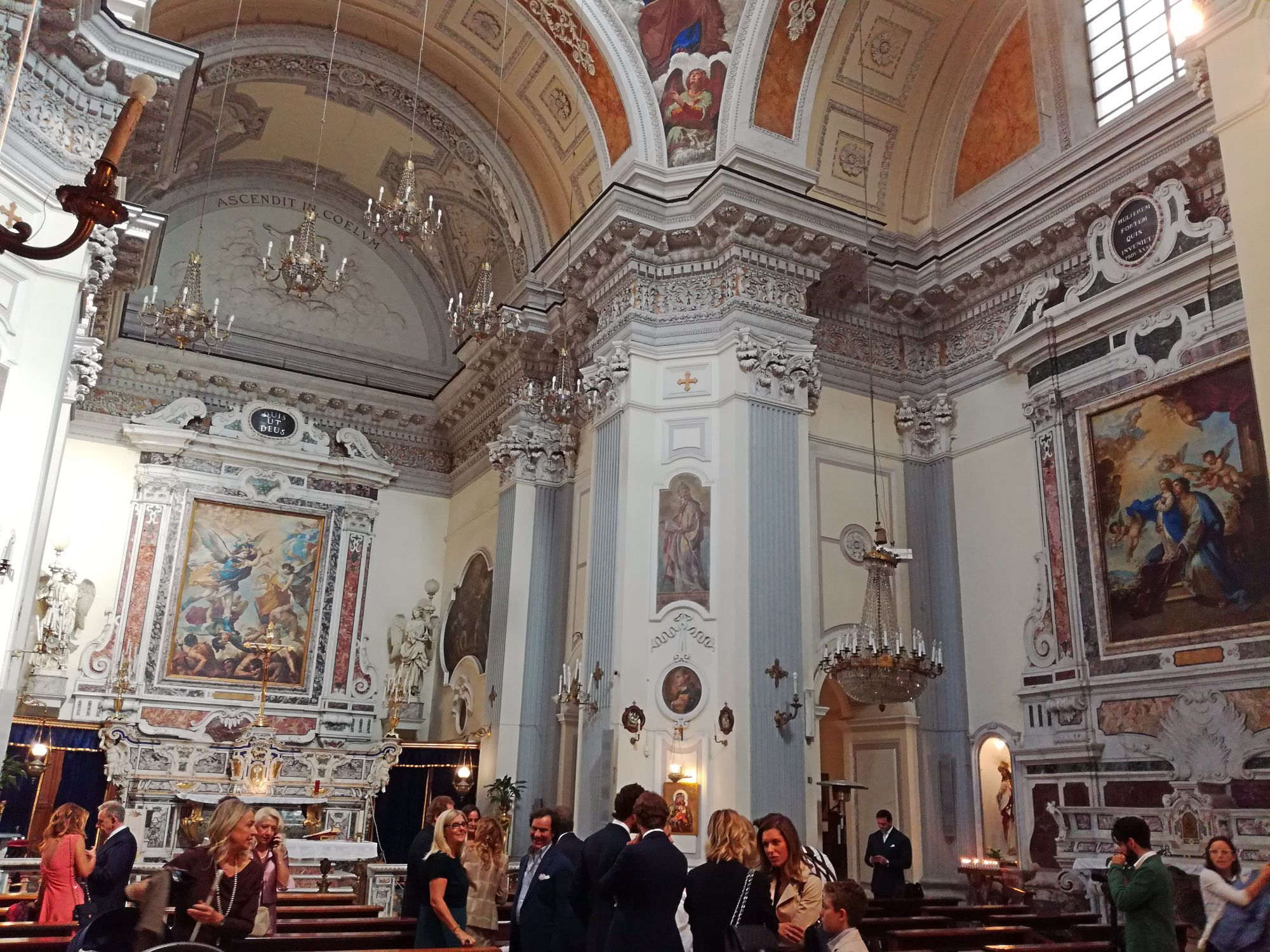
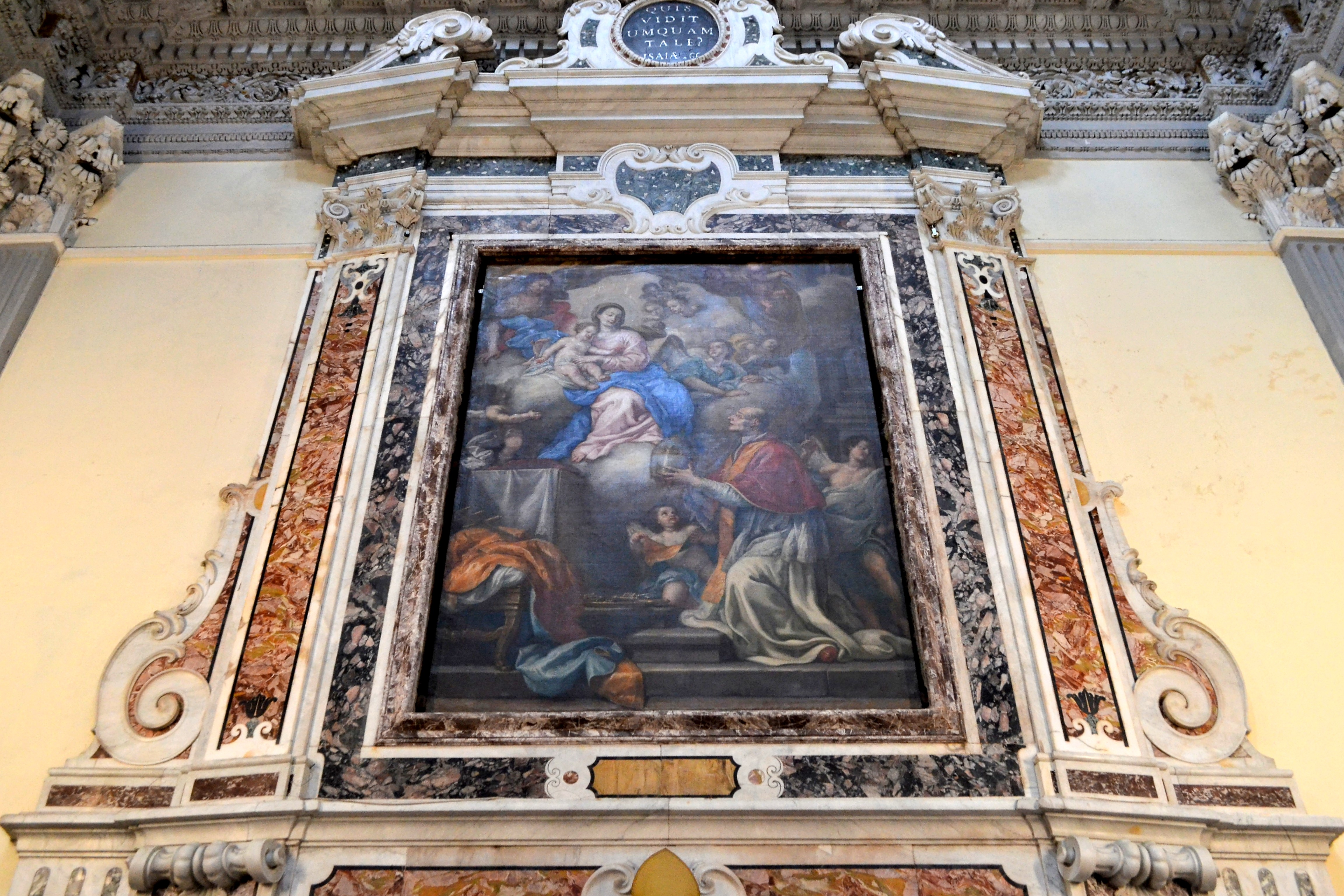
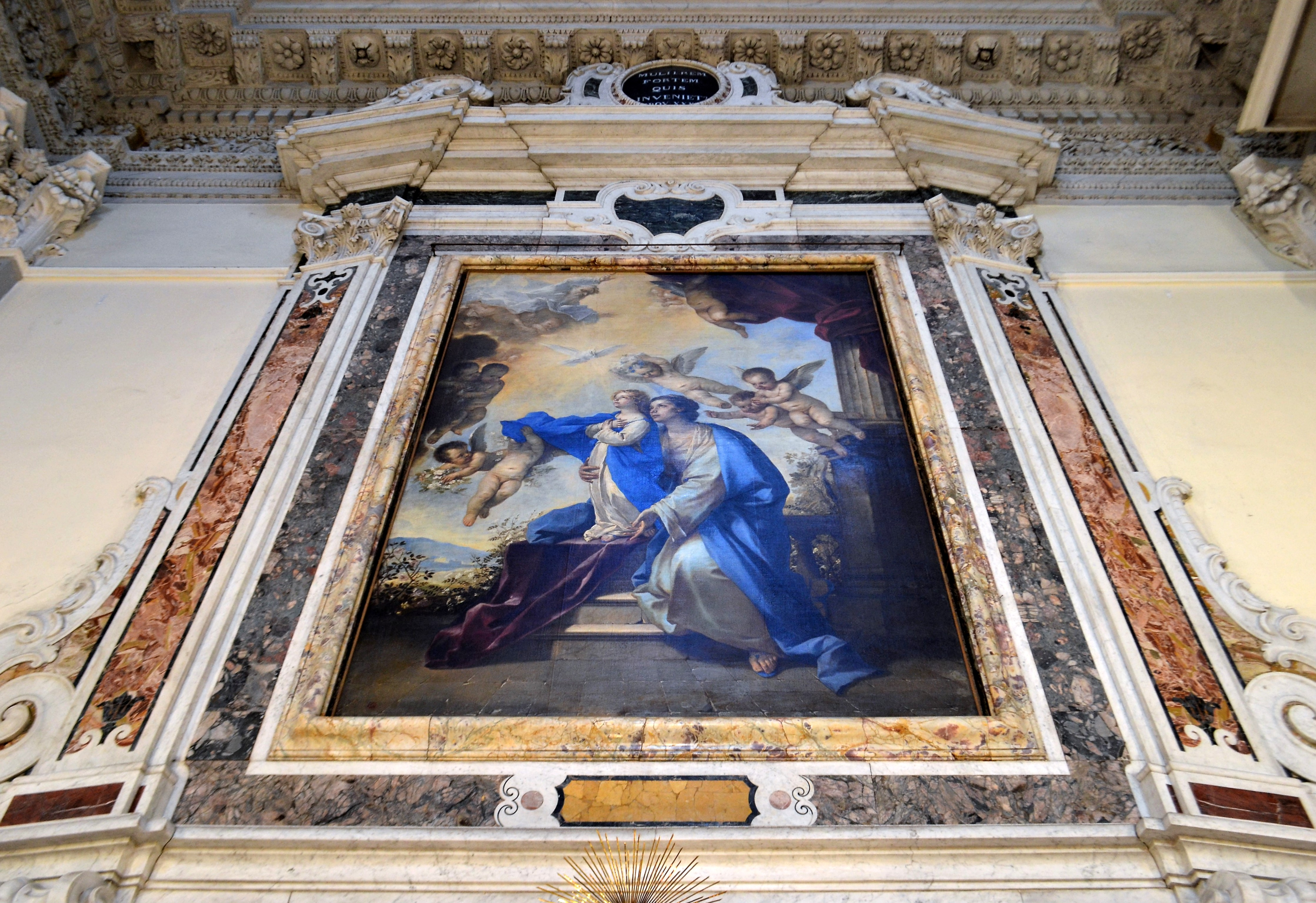
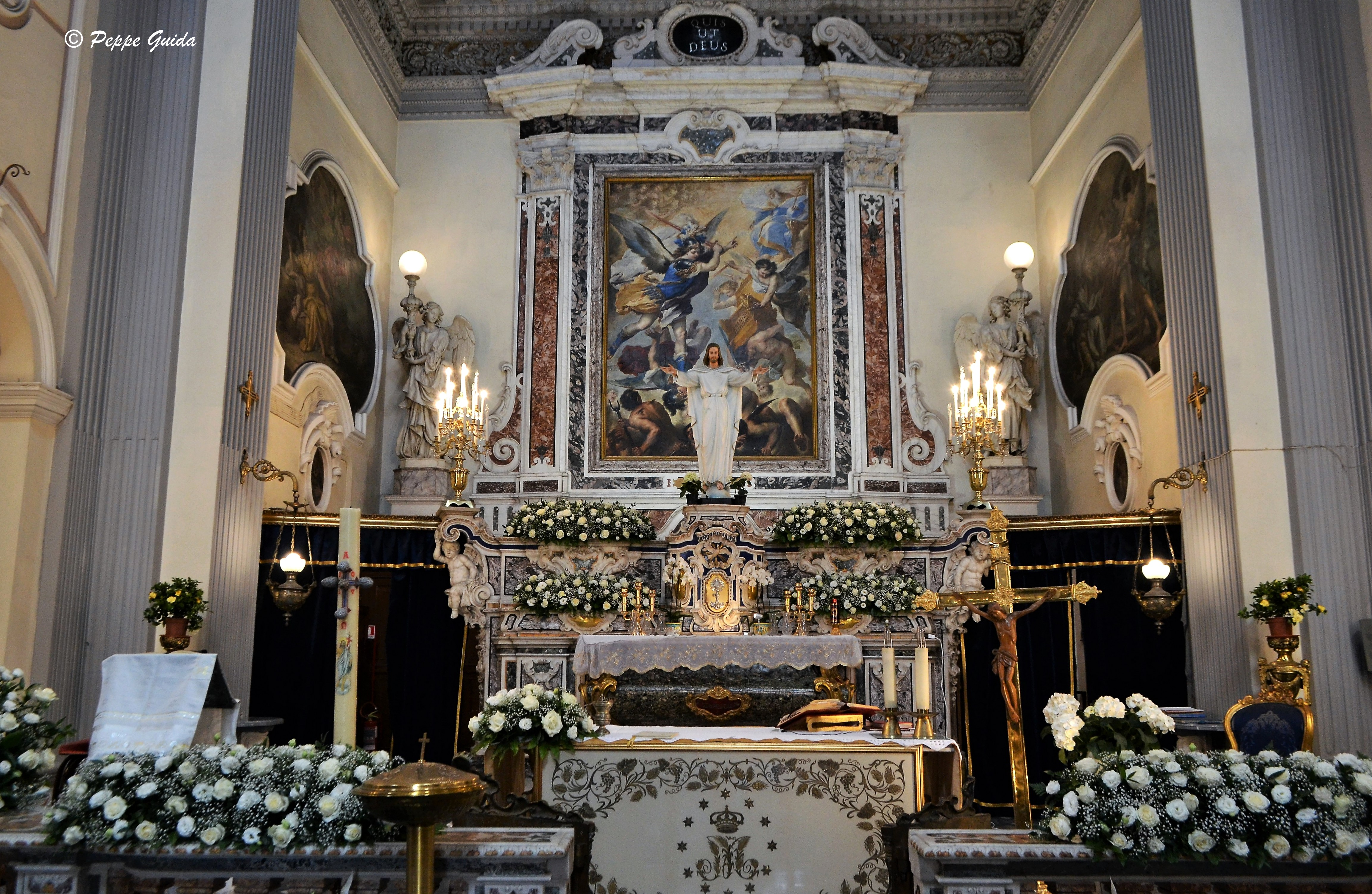